# Volvo Masters 1980 - Doppio
Il doppio del torneo di tennis Volvo Masters 1980, facente parte della categoria Grand Prix, ha avuto come vincitori Peter Fleming e John McEnroe che hanno battuto in finale 6–4, 6–3 Peter McNamara e Paul McNamee.

## Tabellone

### Legenda
| - Q = Qualificato - WC = Wild card - LL = Lucky loser | - ALT = Alternate - SE = Special Exempt - PR = Protected Ranking | - w/o = Walkover - r = Ritirato - d = Squalificato |

|  | Semifinali                  | Semifinali                  | Semifinali                 | Semifinali | Semifinali |  |  | Finale                      | Finale                      | Finale                      | Finale | Finale |  |
|  |                             |                             |                            |            |            |  |  |                             |                             |                             |        |        |  |
|  | Peter Fleming John McEnroe  | Peter Fleming John McEnroe  | Peter Fleming John McEnroe | 6          | 6          |  |  |                             |                             |                             |        |        |  |
|  | Kevin Curren Steve Denton   | Kevin Curren Steve Denton   | Kevin Curren Steve Denton  | 2          | 2          |  |  | Peter Fleming John McEnroe  | Peter Fleming John McEnroe  | Peter Fleming John McEnroe  | 6      | 6      |  |
|  | Peter McNamara Paul McNamee | Peter McNamara Paul McNamee | 0                          | 6          | 6          |  |  | Peter McNamara Paul McNamee | Peter McNamara Paul McNamee | Peter McNamara Paul McNamee | 4      | 3      |  |
|  | Bob Lutz Stan Smith         | Bob Lutz Stan Smith         | 6                          | 3          | 4          |  |  |                             |                             |                             |        |        |  |